# DKW F89

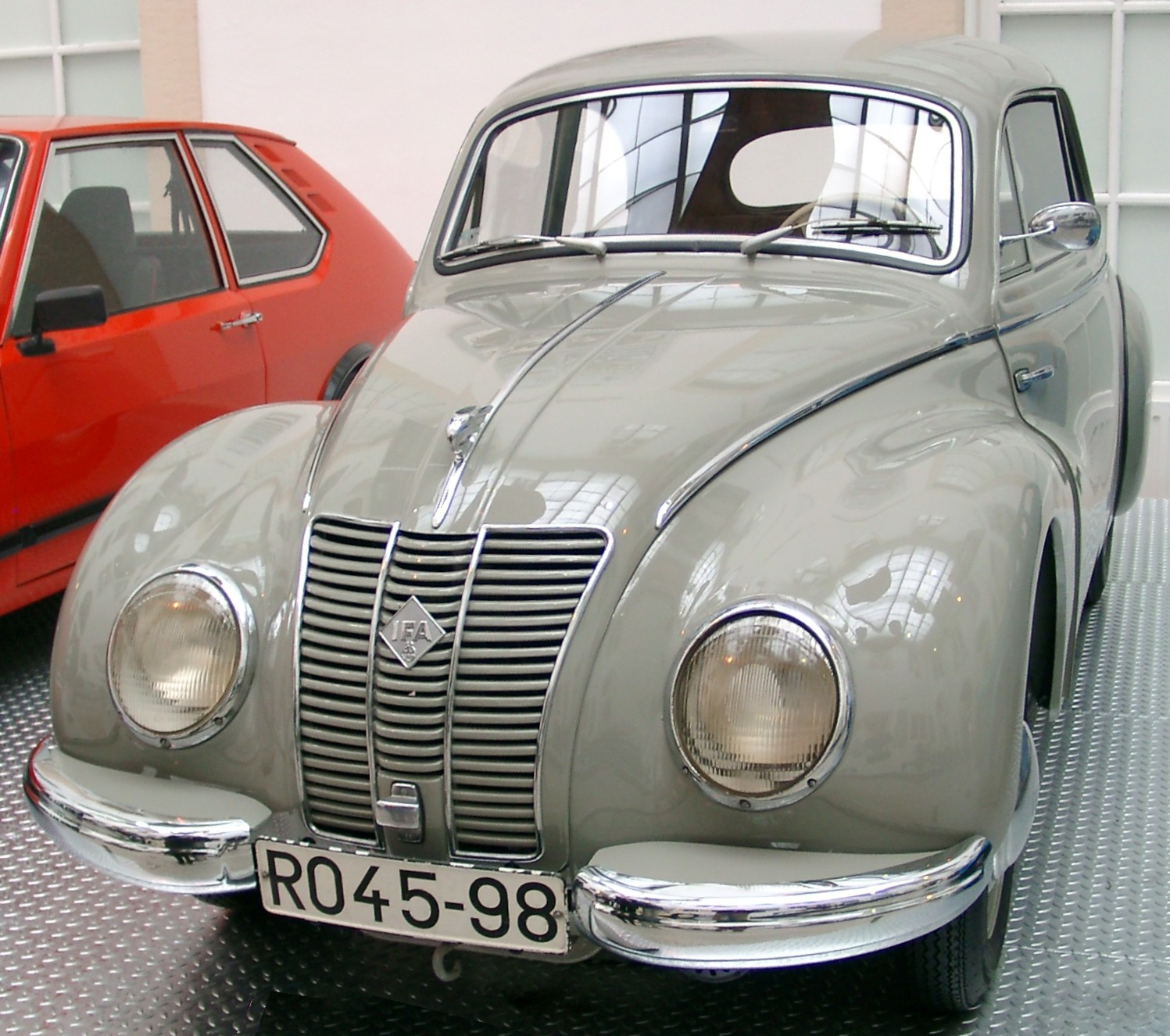
Enquanto a Auto Union produzia o F89 na Alemanha Ocidental, a fábrica de Zwickau, que havia passado para a Alemanha Oriental controlada pelos soviéticos, estava produzindo o IFA F9. 30.000 ou mais IFA F9 foram produzidos inicialmente em Zwickau e posteriormente em Eisenach até 1956. Os carros ocidentais e orientais eram baseados no protótipo DKW F9 exibido pela primeira vez em 1939.

O DKW Meisterklasse ("Classe Mestre"), também conhecido como DKW F89, é um sedã com tração dianteira fabricado pela Auto Union GmbH entre 1950 e 1954. Foi o primeiro automóvel de passeio a ser fabricado pela nova empresa Auto Union na Alemanha Ocidental após o restabelecimento dos negócios no oeste em 1949.

## Fábrica
Além da antiga fábrica da DKW em Berlin-Spandau, as fábricas da Auto Union estavam localizadas na Saxônia, em Zwickau, Chemnitz e Zschopau, quando a Segunda Guerra Mundial pôs fim à produção de veículos de passeio em 1942. Após a guerra, a empresa não conseguiu mais acessar suas instalações de produção na zona de ocupação soviética. Os primeiros DKW do pós-guerra foram, portanto, produzidos sob contrato em uma fábrica reformada pela Rheinmetall-Borsig em Düsseldorf.

## Origem
O F89 compartilhou seus fundamentos com o DKW F8 / 'Meisterklasse' que esteve disponível entre 1939 e 1942, mas o F89 tem uma carroceria de aço baseada na do DKW F9, um protótipo que teria substituído diretamente o F8 nas linhas de produção de Zwickau se a guerra não tivesse intervindo. Embora muitas das máquinas-ferramentas naquela fábrica tenham sido encaixotadas e enviadas para a União Soviética em 1945, os novos controladores de Zwickau também produziram sua própria versão do protótipo DKW F9 e, de fato, a versão oriental foi colocada em produção como IFA F9, provavelmente pouco antes de Düsseldorf produzir o F89.
O F89 não foi o primeiro veículo construído pela Auto Union após a guerra. Essa honra vai para o DKW F89 L "Schnelllaster", um furgão leve curiosamente moderno construído no mesmo chassi e usando o mesmo pacote de motor/transmissão, introduzido em 1949.

## Carroceria

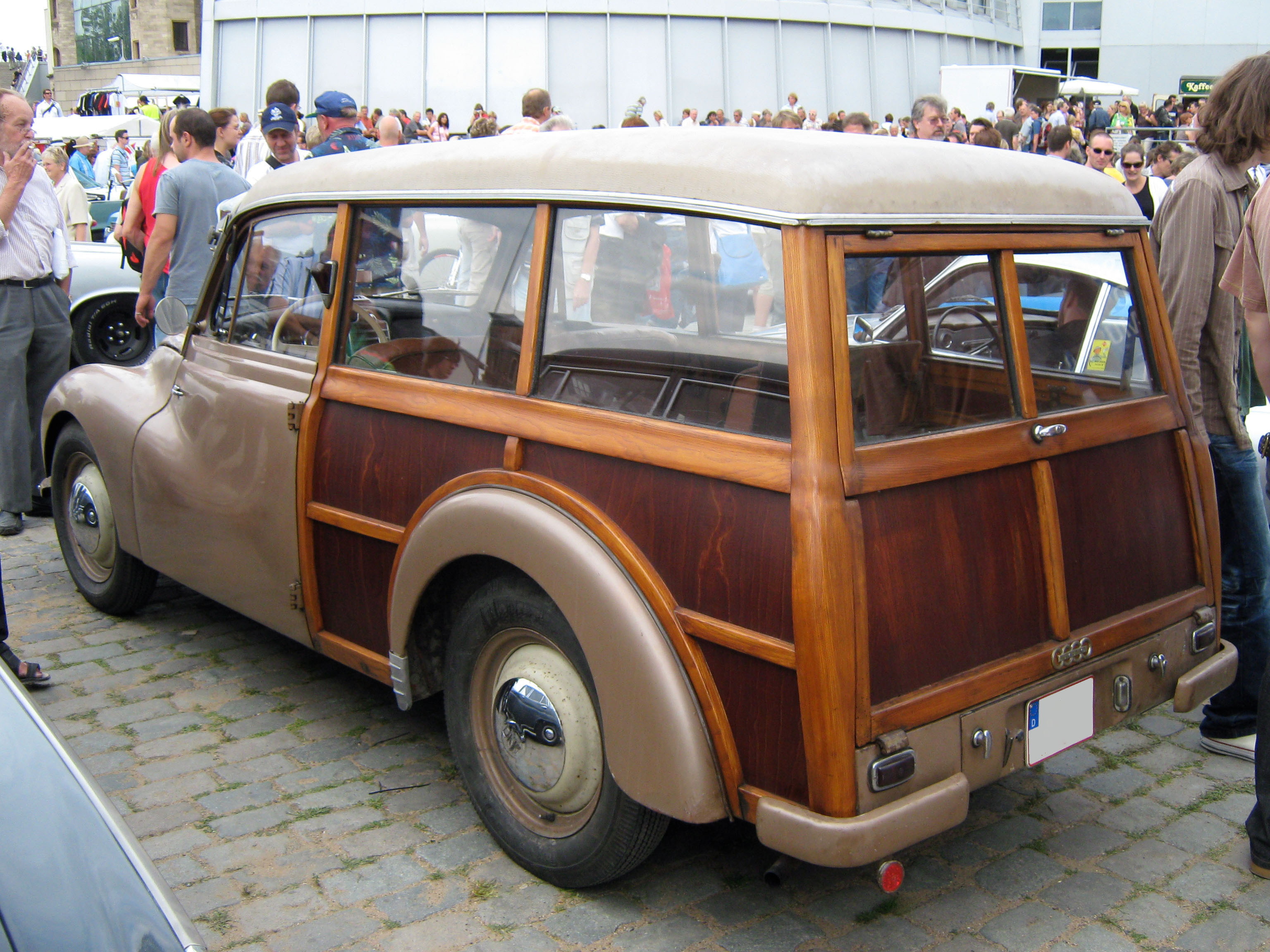
A conversão para perua, oferecida a partir do final de 1951, fez uso extensivo de madeira.

O formato da carroceria do sedã seguia de perto o do DKW F9 pré-guerra. No entanto, uma extensa "agilização" foi aplicada ao design anterior, e reivindicações impressionantes foram feitas para a menor resistência ao vento do F89.
Em 1951, uma versão cupê hardtop de dois lugares, produzida pelos construtores de carrocerias Hebmüller de Wuppertal, tornou-se disponível, e a linha foi concluída em outubro de 1951 com a adição de uma versão de perua de três portas, empregando uma conversão de carroceria que fazia uso extensivo de madeira, que foi substituída em março de 1953 por uma carroceria toda de aço. A perua F89, como suas sucessoras com carroceria de aço, foi marcada como "Universal".

## Dados técnicos
O F89 apresentava um motor de dois cilindros em linha e dois tempos de 684 cc com uma potência declarada, no lançamento, de 23 cv. Uma velocidade máxima de 100 km/h foi reivindicada para o sedã (95 km/h para a perua 'Universal'). O motor era refrigerado a água, mas não havia bomba d'água. O resfriamento era feito por um sistema de termossifão baseado em convecção. As rodas dianteiras eram conectadas ao motor por meio de uma caixa de câmbio manual de três velocidades controlada por uma alavanca Krückstockschaltung montada no painel, semelhante à familiar para gerações posteriores de sua aplicação no Citroën 2CV e Renault 4. Perto do fim da produção, uma caixa manual de quatro velocidades foi oferecida no Meisterklasse.